# Adelina von Fürstenberg
Adelina von Fürstenberg-Herdringen, née Adelina Cüberyan à Istanbul, est une commissaire d'exposition suisse spécialisée dans l'art contemporain. Von Fürstenberg fut l'une des premières commissaires d'exposition à s'intéresser aux artistes non européens, ouvrant ainsi la voie à une approche multiculturelle de l'art. Elle adopta également une approche plus globale et plus flexible des expositions d'art contemporain, en introduisant l'art dans des espaces tels que des monastères, des madrasas, de grands bâtiments publics, des places, des îles et des parcs. Son objectif est de donner un contexte plus large à l’art visuel et de le relier davantage aux problèmes sociaux actuels.

## Biographie
Adelina von Fürstenberg, née à Istanbul, est citoyenne suisse d'origine arménienne : elle est la petite-fille de l'architecte arménien Dikran Kalfa Cüberyan. Elle se marie alors qu'elle est encore étudiante à l'université avec le photographe Franz Egon von Fürstenberg-Herdringen (né en 1939), fils de Gloria Guinness (1913-1980) et du comte Franz-Egon von Fürstenberg-Herdringen (1896-1975).
Durant ses études de sciences politiques à l'université de Genève, en Suisse, Adelina von Fürstenberg fonde en 1974 le Centre d'art contemporain Genève, qu'elle dirige jusqu'en 1989, organisant plusieurs expositions de pionniers du pop art, de Fluxus, de l'art conceptuel et de l'art minimal, tels que Christian Boltanski, Dan Graham, Vito Acconci, Joseph Kosuth, Daniel Buren, Sol LeWitt, Cindy Sherman, Andy Warhol et Lawrence Weiner. Durant la même période, elle organise des performances avec John Cage, Laurie Anderson, Philip Glass, Joan Jonas, Alvin Lucier, Lucinda Childs, Trisha Brown, Marina Abramović, Charlemagne Palestine, Terry Riley et Robert Wilson, ainsi que de nombreuses expositions collectives, parmi lesquelles la célèbre exposition en plein air Promenades (1985), sur les rives du lac Léman au Parc Lullin, à Genthod avec des sculptures, et des installations artistiques in situ avec les artistes de l'Arte povera.
En 1989, elle organise avec l'Organisation internationale du travail (OIT) où elle présente La Ligne de feu, une maquette de l'architecte américain Daniel Libeskind, à l'échelle 1/1, qui deviendra plus tard le Musée juif de Berlin. De 1989 à 1994, elle dirige Le Magasin, centre d'art contemporain de Grenoble, en France, où elle est commissaire des expositions personnelles de Gino De Dominicis et d'Alighiero Boetti, et dirige l'École du Magasin. En 1993, pour la 45e Biennale de Venise, elle est co-commissaire du pavillon italien et du pavillon russe (Ilya Kabakov). Elle est également commissaire de l'exposition Trésors du Voyage sur l'île-monastère de San Lazzaro degli Armeni. A cette occasion, le Jury international de la Biennale lui décerne un prix pour sa mise en scène du Magasin et son travail à l'École du Magasin.[réf. nécessaire]
En 1995, à l'occasion du 50e anniversaire des Nations Unies, elle est invitée à concevoir et planifier l'exposition Dialogues pour la Paix, exposition internationale présentée au siège de l'ONU à Genève. Chen Zhen, Tadashi Kawamata et Alfredo Jaar font partie des 60 artistes de différents continents qui contribuent à l’exposition. En 1996, elle fonde ART for The World, une organisation non gouvernementale (ONG) associée au Département de l'information de l'ONU pour la diffusion et la promotion des principes de la Déclaration universelle des droits de l'homme à travers l'organisation d'expositions et d'événements à travers le monde. En 1997, Adelina von Fürstenberg est commissaire avec ART for the World, à l'occasion de la Biennale de Venise au monastère arménien de San Lazzaro, puis des expositions personnelles de Robert Rauschenberg (1997), Jannis Kounellis (2003) et Joseph Kosuth (2007) et au palais Ca' Zenobio du Musée des enfants de l'architecte Philip Johnson. Depuis 2005, avec ART for The World Europa, à Milan, elle collabore avec Hangar Bicocca, à la création d'une série de spectacles, parmi lesquels l'avant-première mondiale Balkan Epic de Marina Abramović (2006). Depuis 1998, elle travaille en partenariat avec la Direction régionale du SESC São Paulo, au Brésil, pour de grandes expositions, parmi lesquelles The Overexcited Body. Art et sport dans l'art contemporain, Voom Portraits de Robert Wilson (2008), et, en 2010, Urban Manners 2 sur l'art contemporain indien, pour la première fois en Amérique du Sud.
Entre 2011 et 2013, Von Fürstenberg est commissaire de L’Approche Méditerranéenne, une exposition itinérante sous l’égide du Conseil culturel de l’Union pour la Méditerranée (UPM), de Marseille Provence 2013, Capitale culturelle de l’Europe et de la ville de Genève, présentée en avant-première lors de la 54e Biennale de Venise, au Palais Ca' Zenobio (juin–août 2011) puis à Marseille au Musée d'art contemporain (février–mai 2012) et au SESC Pinheiros à São Paulo (octobre 2012-janvier 2013) en collaboration avec la Direction Régionale du SESC São Paulo. En décembre 2012, elle met sur pied FOOD, un grand projet artistique sur la « Terre Mère », l’agriculture et la nutrition, invitant les artistes à explorer la question de l’alimentation. Sous l'égide de l'EXPO Milan 2015 et en partenariat avec le Département de la Culture de Genève, l'ouverture a lieu à Genève le 18 décembre 2012 dans les grands espaces d'expositions temporaires du Musée Ariana. L'exposition est ensuite présentée entre mars 2014 et juin 2014 à São Paulo et entre octobre 2014 et février 2015, au MuCEM (Musée des Civilisations de l'Europe et de la Méditerranée). En 2014, elle présente ICI l'AFRIQUE au Château de Penthes, Genève (mai-juillet 2014) et AQUIAFRICA au SESC Belenzhino, São Paulo (novembre 2015 - mars 2016).
En 2015, Adelina von Füstenberg est commissaire du pavillon national de l'Arménie à la 56e Biennale de Venise. Elle est récompensée par le Lion d'or du meilleur pavillon national par le jury international de la Biennale.
En 2017, elle a conçoit une exposition itinérante sur les problématiques de l'eau douce et de l'eau marine AQUA au Château de Penthes Genève au SESC São Paulo Belenzhino et sur l'île de Pescatori, Italie. La même année, dans le cadre de la 1ère Triennale d'Arménie, Standart elle présente l'exposition THE MOUNT ANALOGUE (2017) à Erevan et à Gyumri, en Arménie. Les années qui suivent elle expose l'artiste béninois George Adéagbo, l'artiste suisse Augustin Rebetez, puis pendant la crise du Covid-19, l'exposition des photos sur les personnes handicapées de Christian Tasso.

### Production cinématographique
En 2008, pour commémorer le 60e anniversaire de la Déclaration universelle des droits de l'homme (DUDH), Adelina von Fürstenberg créé et produit le long métrage Stories on Human Rights, inspiré de la DUDH et compose une série de courts métrages réalisés par 22 vidéastes et cinéastes du monde entier. Présenté en avant-première au Palais de Chaillot à Paris en décembre 2008, le film est projeté dans plus de 70 festivals de cinéma.
En 2010 et 2011, Adelina von Fürstenberg produit avec ART for The World une nouvelle série de sept courts métrages, THEN AND NOW Beyond Borders and Differences, sous les auspices de l'Alliance des civilisations des Nations Unies et du Conseil de l'Europe. Inspiré par l'article 18 de la Déclaration universelle des droits de l'homme, « Toute personne a droit à la liberté de pensée, de conscience et de religion », le film implique sept cinéastes : Tata Amaral (Brésil), Fanny Ardant (France), Hüseyin Karabey (Turquie), Masbedo (Italie), Idrissa Ouédraogo (Burkina Faso), Jafar Panahi (Iran) et Robert Wilson (États-Unis). Une première série de cinq courts métrages est projetée en première mondiale au Musée d'Art Moderne de Rio de Janeiro à l'occasion du 3e Forum de l'Alliance des Civilisations, tandis que le court métrage L'Accordéon de Jafar Panahi est présenté en première mondiale aux Venice Days pendant la Mostra de Venise en septembre 2010. Le court métrage Chimères Absentes de Fanny Ardant est présenté en avant-première au Festival du Film de Rome en octobre 2010. Depuis lors, le long métrage et les courts métrages sont distribués indépendamment dans plus de 40 festivals de cinéma à travers le monde.
En 2019, elle produit Interdependence, une anthologie composée de onze courts métrages avec la participation de Silvio Soldini, Faouzi Bensaïdi et Leon Wang, entre autres, sous le patronage de l'ONU et de la Ville de Milan. Ce projet est récompensé en 2021 à l'ILEEF (London Eco Film Festival) et en 2020 au VIFF (Festival du film indépendant de Vienne).
En 2022, elle produit INTERACTIONS, une anthologie de douze courts métrages illustrant les besoins urgents de la faune dans diverses régions biogéographiques et marines. Avec la participation de Faouzi Bensaïdi (Maroc), Clemente Bicocchi (Italie), Anne de Carbuccia (France/USA), Takumã Kuikuro (Brésil), Oskar Metsavaht (Brésil), Eric Nazarian (Arménie/USA), Bettina Oberli (Suisse), Idrissa Ouédraogo (Burkina Faso), Yulene Olaizola et Rubén Imaz (Mexique), Nila Madhab Panda (Inde), Janis Rafa (Grèce), Isabella Rossellini (États-Unis).

## Récompenses
- 2021 - Prix du London Eco Film Festival pour l'interdépendance du meilleur long métrage narratif[réf. nécessaire].
- 2016 - Grand Prix suisse d'art / Prix Meret Oppenheim, décerné par l'Office fédéral de la culture, Confédération suisse[réf. nécessaire].
- 2015 - Médaille du Mérite décernée par la République d'Arménie[réf. nécessaire].
- 2015 - Lion d'or pour la meilleure participation nationale du Pavillon national d'Arménie à la 56e Biennale de Venise[réf. nécessaire].
- 2008 - Label d'Evénement Culturel 2008 décerné par le Conseil de l'Europe à la production cinématographique ART for The World de Stories on Human Rights, en reconnaissance d'une poignée de projets artistiques exceptionnels et innovants organisés en Europe[réf. nécessaire].
- 1993 - Mention spéciale du Jury de la 45e Biennale de Venise pour l'École des commissaires d'exposition du Magasin - Centre National d'Art Contemporain, Grenoble[réf. nécessaire].

## Honneurs
- Membre de l'Académie mondiale des arts et des sciences[8]